# Herbaijum
Herbaijum (en frison : Hjerbeam) est un village de la commune néerlandaise de Waadhoeke, dans la province de Frise.

## Géographie
Le village est situé entre Franeker et Harlingen.

## Histoire
Herbaijum fait partie de la commune de Franekeradeel avant le 1er janvier 2018, où celle-ci est supprimée et fusionnée avec Het Bildt, Menameradiel et une partie de Littenseradiel pour former la nouvelle commune de Waadhoeke.

## Démographie
Le 1er janvier 2018, le village comptait 250 habitants.

## Personnalité
- Sicco van Goslinga (1664-1731), diplomate et homme d'État.